# Вірбаліс
Вірбаліс або Віржболів (лит. Virbalis, пол. Wierzbołów, нім. Wirballen) — місто у Вілкавішкіському районі Маріямпольського повіту Литвы, центр Вірбаліського староства.

## Географія
Місто розташовано за 2 км від залізничної станції Кібартай на лінії Каунас — Калінінград і за 12 км від Вілкавішкіса.

## Історія
Перша згадка датована 1529 роком під назвою Нова Воля у Великому князівстві Литовському. Офіційно засновано 1593 року. Під час третього поділу Речі Посполитої 1795 року місто відійшло до Пруссії та перебувало в її складі до 1807. У той час воно мало назву Вірбаллен. Від 1807 року входило до складу Варшавського герцогства.
За підсумками Віденського конгресу, що відбувався після завершення війни з Наполеонівською Францією, Варшавське герцогство було ліквідовано, й 1815 року включено до складу Російської імперії. До 1917 року мало назву Вержболово.

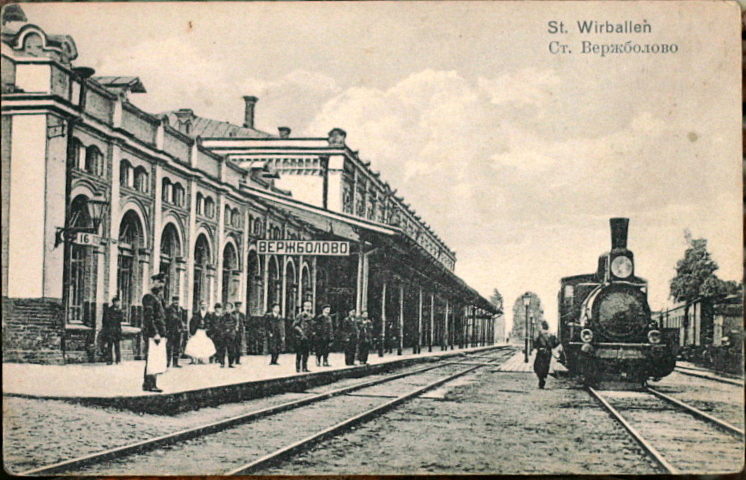
Станція Вержболово на поштовій листівці

Від початку 1860-их років, після прокладення Петербурзько-Варшавської залізниці до прусського кордону, та до самої Першої світової війни, Вержболово було прикордонною станцією між Російською імперією та Пруссією (першою прусською станцією, за 1 версту від Вержболова, був Ейдкунен, нині Чернышевське Калінінградської області), там розташовувалась митниця та прикордонні установи.
Містечко Вержболово розташовувалось у Владиславському повіті Сувальської губернії, потім воно стало безповітовим містом тієї ж губернії. За переписом 1897 року у Вержболові проживали 3 285 осіб.
Під час Першої світової війни від лютого 1915 року місто було окуповано німецькою армією. 1918 під час утворення Литовської Республіки ввійшло до її складу та перейменували на Вірбаліс. До Другої світової війни місто мало католицьку, лютеранську та єврейську громади.
Від 1940 року Вірбаліс перебував у складі Литовської РСР. Під час Другої світової війни 22 червня 1941 року Червона армія залишила місто. Звільнено 1944 року військами 3-го Білоруського фронту під час Гумбіннен-Гольдапської наступальної операції.
Від 1991 року входить до складу Литви. 1995 року став центром однойменного староства.

## Населення
| жителів | 3 285 | 4 018 | 1 558 | 1 635 | 1 566 | 1 351 | 1 205 |

## Економіка
Після прокладання залізниці невелике містечко Вержболово швидко набуло великого комерційного значення, йому було надано статус міста. Завдяки пільговим тарифам і відсутності залізничного сполучення Москви та Петербурга з балтійськими портами, від 1860-их років через місто експортувались зерно, льон, прядиво, імпортувався чавун.
За радянських часів у Вірбалісі виготовлялись металеві вироби та масло.

## Герб
Перший герб місту надав польський король Сигізмунд III Ваза 15 червня 1593 року. Існував також проєкт гербу Вержболово 1876 року. Сучасний герб Вірбаліса було ухвалено 1993 року.